# Gasthof Hirschen (Grüningen)

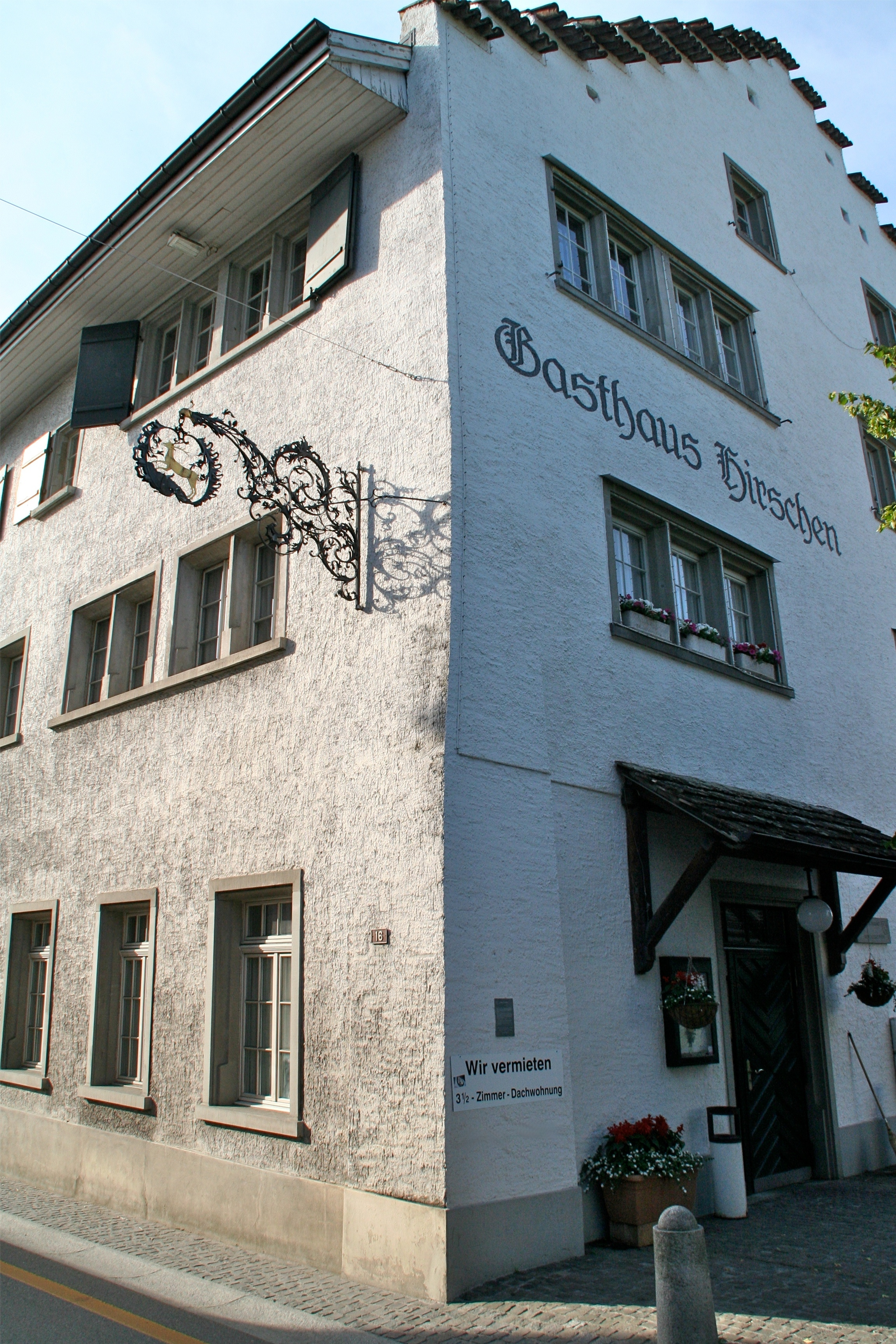
Gasthof Hirschen

Der Gasthof Hirschen ist eine historische Gaststätte in Grüningen im Schweizer Kanton Zürich.
1541 ist der »Hirschen« als Taverne erwähnt. Nach dem Brand der kleinen Stadt – Grüningen hatte das Stadtrecht – im Jahr 1551 wurde das Haus wieder aufgebaut. Die Nordost- und die Südfassade waren Teile der Stadtmauer. Zwischen dem Gasthof und dem „Richthus“ (Richthaus) war bis 1844 ein Stadttor, durch das die Stedtligasse führte.
1603 wurde das Haus innen umgestaltet; die Innenräume erhielten Wand- und Deckenmalereien. Die Gaststube war im Obergeschoss, wo heute das Säli ist. Die Täferung und das Einbaubuffet stammen aus dem Jahr 1768. Auch um das Jahr 1715 war der Hirschen nachweislich eine Taverne. Bis 1800 waren eine Bäckerei und bis 1973 eine Metzgerei untergebracht. Eine umfassende Restaurierung und Sanierung folgten in den Jahren 1988 und 89.